# Житомирська політехніка
50°14′39″ пн. ш. 28°38′16″ сх. д. / 50.24417° пн. ш. 28.63778° сх. д.
Державний університет «Житомирська політехніка»  — заклад вищої освіти IV рівня акредитації в Житомирі.
Ректор — Євдокимов Віктор Валерійович.

## Історія
Житомирська політехніка — єдиний цивільний заклад освіти інженерно-технологічного профілю на Житомирщині.
Університет було створено на підставі Наказу Міністерства вищої і середньої спеціальної освіти УРСР від 11.03.1960 р. № 84 і Наказу Київського політехнічного інституту (КПІ) від 24.11.1960 р. № 194 шляхом створення загальнотехнічного факультету (ЗТФ КПІ). Студенти, що працювали на підприємствах, повинні були навчатися на факультеті протягом трьох років, після чого мали можливість закінчити навчання в інших закладах вищої освіти України та колишнього Радянського Союзу. 1 вересня 1960 року приступили до занять перші 175 студентів.
За нещодавно прийнятою офіційною версією університет вважає себе правонаступником Волинського політехнікуму, заснованого у 1920 році, однак ця версія піддається сумнівам. 
Факультет почав працювати в приміщенні Житомирського педагогічного інституту. Навчання вели 26 викладачів, в тому числі 4 кандидати наук. Першим деканом ЗТФ був обраний кандидат економічних наук, доцент Василь Іванович Анашкін.
На початку 1964-65 навчального року загальна кількість студентів ЗТФ вже становила 1052 чоловіки, а викладачів — до 39 чоловік.
З вересня 1966 року загальнотехнічний факультет був розташований в спеціально побудованому чотириповерховому будинку по вул. Пушкінській, 44.
1967 рік — на ЗТФ відкривається вечірнє відділення за повним циклом навчання з двох спеціальностей:
- технологія машинобудування, металорізальні верстати та інструменти;
- автоматика і телемеханіка.

1969 рік — завершено будівництво частини навчально-лабораторного корпусу по вул. Чуднівській 103, куди була переведена частина кафедр і лабораторій.
Наказом Міністерства освіти УРСР № 192-1 від 26.11.74 р. ЗТФ з 1 січня 1975 реорганізовується в Житомирський філіал Київського політехнічного інституту.
У період найбільш активного формування профілю філіалу і будівництва його основних приміщень деканом ЗТФ, а потім першим директором філіалу з 1966 по 1976 роки був кандидат технічних наук, доцент В. Г. Баженов.
У 1976—1979 рр. директором філіалу був кандидат технічних наук, доцент В. С. Северилов.
З березня 1979 р. директором філіалу було призначено доктора технічних наук, професора Б. Б. Самотокіна.
Підготовку спеціалістів за сімома спеціальностями почали здійснювати дванадцять кафедр, а середньорічний контингент студентів становив 620 чоловік. Всього професорсько-викладацький склад філіалу у ці роки аж до відокремлення в самостійний ЗВО становив 129 викладачів, із них — 8 докторів наук (6,2 %), 66 кандидатів наук (51,2 %).
За 33 роки філіал підготував для народного господарства країни майже 5 тисяч інженерів-механіків та інженерів-електриків, більше 3 тисяч студентів-заочників пройшли в філіалі загальнотехнічну підготовку.
З 1983 року у філіалі розпочато підготовку інженерів-електромеханіків за спеціальністю «Робототехнічні системи і комплекси».
1989 року в філіалі було відкрито фізико-математичну школу, яка пізніше була реорганізована в 1-й Міський ліцей при ЖІТІ.
Створений 1991 року факультет доінститутської підготовки об'єднав ліцей, заочну фізико-математичну школу, підготовчі курси і підготовче відділення для студентів-іноземців. Ліцей працює за фізико-математичним, інженерно-технологічним, хіміко-біологічним, економічним та суспільно-правознавчим профілями. Випускники ліцею отримують високий рівень підготовки з англійської мови, інформатики, стають студентами закладів вищої освіти країни.
1993 року в філіалі був створений факультет перепідготовки спеціалістів і тим самим закінчено відтворення системи безперервної освіти. Факультет проводить перепідготовку спеціалістів за спеціальностями:
- облік та аудит;
- менеджмент у виробничій сфері;
- програмне забезпечення обчислювальної техніки та автоматизованих систем;

Факультет проводить підвищення кваліфікації державних службовців, керівників підприємств, установ та організацій з питань обліку, податків, ревізії та аудиту, інформаційних технологій, організації економічної та фінансової роботи суб'єктів підприємницької діяльності. Забезпечує навчання з метою здобуття професій: бухгалтер, оператор ЕОМ, організатор підприємницької діяльності.
Житомирський державний технологічний університет успадкував вагомі наукові кадри ЖФ КПІ та ЖІТІ. Це — доктори наук, професори Бакка М. Т., Бутинець Ф. Ф., Грабар І. Г., Коваленко М. В., Овандер Л. М., Панішев А. В., Самотокін Б. Б., Плечистий Д. Е., Муляр В. І., Манойлов В. П., Михайленко В. В., Москвін П. П. та інші.
До моменту створення Житомирського інженерно-технологічного інституту студенти проходили підготовку на двох факультетах денної форми навчання:
- машинобудування і менеджменту;
- інформаційно-комп'ютерних технологій.

2 квітня 1994 року Постановою Кабінету Міністрів № 212 на базі Житомирського філіалу Київського політехнічного інституту засновано Житомирський інженерно-технологічний інститут (ЖІТІ).
В 1995 р. в інституті був відкритий факультет економіки та менеджменту. Зараз студенти цього факультету мають змогу отримувати вищу освіту за трьома спеціальностями:
- «Облік і аудит»
- «Економіка підприємства»
- «Менеджмент організацій».

У 2000 р. створено гірничо-екологічний факультет, який проводить підготовку висококваліфікованих спеціалістів за напрямками: 0903 «Гірництво» та 0708 «Екологія» і відповідно за спеціальностями:
- «Розробка родовищ корисних копалин»
- «Маркшейдерська справа»
- «Екологія та охорона навколишнього середовища».

З 2000 року інститут очолив кандидат технічних наук, доцент Петро Мельничук. За цей час відбулося багато позитивних змін. Значно збільшилась кількість студентів. В інституті було акредитовано дев'ять спеціальностей, а дванадцять ліцензовано за IV рівнем.
Відповідно до рішення Державної акредитаційної комісії Міністерства освіти і науки України від 15 жовтня 2002 р. (протокол № 41) Житомирський інженерно-технологічний інститут акредитовано в цілому за IV рівнем.

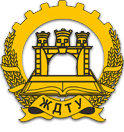
Герб ЖДТУ

Важливою віхою в історії закладу освіти став 2003 р. Розпорядженням Кабінету Міністрів України від 17 березня 2003 р. № 149-р «Про реорганізацію Житомирського Інженерно-Технологічного Інституту» інститут реорганізовано шляхом перетворення в Житомирський державний технологічний університет (ЖДТУ).
Останнім часом значно збільшились міжнародні зв'язки.
Багато уваги приділяється реконструкції університету. Збудовано фасад за європейським стандартом, два сучасних тенісних корти.
Відновлено спортивний зал. Розпочато будівництво стадіону та нового корпусу науково-методичного центру.
26 березня 2019 відповідно до наказу МОН України № 397 щодо перейменування ЖДТУ змінено назву закладу з Житомирського державного технологічного університету на Державний університет «Житомирська політехніка».
2 вересня на пленарному засіданні Верховної Ради України було ухвалено постанову про те, щоб відсвяткувати на державному рівні сотий ювілей від дня заснування Державного університету «Житомирська політехніка».
У вересні 2020 року Державний університет «Житомирська політехніка» разом з представниками норвезького уряду підписали угоду про реабілітацію учасників АТО/ООС.
29 липня 2021 року у Державному університеті «Житомирська політехніка» створили інтерактивний музей науки і технологій «Політехнік». Наразі у музеї демонструють 30 експонатів, за допомогою яких відвідувачі можуть самостійно перевірити принципи роботи законів природи. У створенні експонатів музею, починаючи від ідеї і креслень, завершуючи втіленням, безпосередньо бере участь студентська лабораторія мехатроніки «MechLab». В інтерактивному музеї представлені експонати за такими тематичними напрямками: механіка, оптика, електрика, магнетизм, логіка, акустика.
«Житомирська політехніка» в рейтингу «Топ-200 Україна» зайняла 53 місце, а серед «Кращих ЗВО північного регіону України» — 2 місце. Серед кращих закладів освіти Житомира «Житомирська політехніка» в 2022 році посіла перше місце.

## Ректорат
- Євдокимов Віктор Валерійович — ректор
- Олійник Оксана Вікторівна — перший проректор
- Морозов Андрій Васильович — проректор з науково-педагогічної роботи
- Грицишен Димитрій Олександрович — проректор з науково-педагогічної роботи та інноваційного розвитку.
- Денисюк Олена Григорівна — проректор з науково-педагогічної роботи та молодіжної політики[8]

## Випускники
- Антонов Вадим Віталійович («Самоліт») — український військовослужбовець, загинув під Іловайськом.
- Василюк Ольга Павлівна — співачка, композитор, автор пісень, учасниця відбору Євробачення та конкурсу Слов'янський базар.

## Факультети
- Факультет бізнесу та сфери обслуговування
- Факультет гірничої справи, природокористування та будівництва
- Факультет інформаційно-комп’ютерних технологій
- Факультет комп'ютерно-інтегрованих технологій, мехатроніки і робототехніки
- Факультет національної безпеки, права та міжнародних відносин
- Факультет педагогічних технологій та освіти впродовж життя

## Кафедри
- Кафедра технологій машинобудування [Архівовано 23 лютого 2016 у Wayback Machine.]
- Кафедра автомобілів і автомобільного господарства [Архівовано 23 лютого 2016 у Wayback Machine.]
- Кафедра фізики та вищої математики [Архівовано 23 лютого 2016 у Wayback Machine.]
- Кафедра загальноінженерних дисциплін
- Кафедра металорізальних верстатів та систем [Архівовано 23 лютого 2016 у Wayback Machine.]
- Кафедра фізичного виховання і спорту [Архівовано 23 лютого 2016 у Wayback Machine.]
- Кафедра автоматизації та комп'ютерно-інтегрованих технологій ім. проф. Б. Б. Самотокіна [Архівовано 23 лютого 2016 у Wayback Machine.]
- Кафедра комп'ютеризованих систем управління та автоматики [Архівовано 23 лютого 2016 у Wayback Machine.]
- Кафедра програмного забезпечення систем [Архівовано 23 лютого 2016 у Wayback Machine.]
- Кафедра радіотехніки, радіоелектронних апаратів та телекомунікацій [Архівовано 23 лютого 2016 у Wayback Machine.]
- Кафедра комп'ютерної інженерії [Архівовано 24 лютого 2016 у Wayback Machine.]
- Кафедра менеджменту організацій і адміністрування
- Кафедра економіки підприємства
- Кафедра управління персоналом та економіки праці
- Кафедра філософсько-історичних студій та масових комунікацій
- Кафедра розробки родовищ корисних копалин ім. проф. Бакка М. Т. [Архівовано 24 лютого 2016 у Wayback Machine.]
- Кафедра маркшейдерії [Архівовано 23 лютого 2016 у Wayback Machine.]
- Кафедра екології [Архівовано 23 лютого 2016 у Wayback Machine.]
- Кафедра іноземних мов
- Кафедра обліку і аудиту
- Кафедра фінансів і кредиту
- Кафедра економічної теорії та загальноекономічної підготовки
- Кафедра міжнародної економіки
- Кафедра туризму та готельно-ресторанної справи [Архівовано 3 червня 2020 у Wayback Machine.]

## Вище професійне училище
Вище професійне училище Житомирського державного технологічного університету було створене як Житомирське технічне училище № 4 згідно з наказом Державного комітету УРСР по професійно-технічній освіті від 02.01.1974 року № 1, для підготовки кадрів новозбудованого заводу верстатів-автоматів м. Житомира.
З 1984 року в училищі ведеться підготовка робітничих кадрів з отриманням повної загальної середньої освіти.
В 1990 році училище отримало статус вищого професійного училища № 17 м. Житомира згідно з наказом Міністерства народної освіти Української РСР від 16.07.1990 р. № 158.
У 2003 році згідно з наказом Міністерства освіти і науки України від 30.05.2003 р. № 335 училище приєднано до Житомирського державного технологічного університету шляхом створення у його складі відокремленого структурного підрозділу — Вищого професійного училища ЖДТУ.
Директор училища — Пастушенко Микола Григорович; за фахом — інженер-механік.

## Центр довишівської освіти та роботи з іноземними студентами
Довишівська підготовка громадян України проводилась в Житомирському державному технологічному університеті майже з моменту його відкриття в 1960 році, як загальнотехнічного факультету Київського політехнічного інституту. Спочатку це були чотиримісячні підготовчі курси з математики, фізики, хімії, української та російської мови для вступників до закладів вищої освіти. Така форма підготовки учнівської молоді відкрита в 1961 р. і проводиться досі.
З жовтня 2003 року до липня 2009 року факультет довишівської підготовки очолював кандидат фізико-математичних наук, доцент кафедри вищої математики Прилипко Олександр
Іванович.
У липні 2009 року факультет довишівської підготовки ЖДТУ реорганізовано в підготовче відділення, яке з серпня 2009 року очолює доцент Прилипко Олександр Іванович.
У жовтні 2013 року підготовче відділення ЖДТУ реорганізовано у Центр довишівської освіти та роботи з іноземними студентами (ЦДОРІС), на який покладено наступні функції: підготовка громадян України до вступу у заклади вищої освіти, підготовка іноземних громадян до вступу у заклади вищої освіти (вказана освітня послуга у стадії ліцензування) та паспортно-візова робота з іноземними громадянами, які навчаються в університеті за базовими напрямами і спеціальностями.
На сьогоднішній день Центр довишівської освіти Житомирської політехніки здійснює підготовку громадян України до здачі тестів зовнішнього незалежного оцінювання на вечірніх та суботніх підготовчих курсах.
Центр довишівської освіти активно займається агітаційною та профорієнтаційною роботою серед учнів 11-х класів, надаючи майбутнім абітурієнтам всю необхідну інформацію для вступу до Житомирської політехніки.

## Центр післядипломної освіти
Факультет перепідготовки спеціалістів (ФПС) як структурний підрозділ Житомирського державного технологічного університету створено в 1993 р. Це дало змогу поліпшити організацію навчального процесу, навчально-методичну та наукову роботу кафедр, що забезпечують перепідготовку та підвищення кваліфікації фахівців різного рівня.
1993 р. факультет перепідготовки спеціалістів очолював кандидат економічних наук, доцент Цал-Цалко Ю. С., з 1994 р. по 2003 р. — доцент Плечистий Д. Є., з 2003 р. по 2009 р. — кандидат технічних наук, доцент Опанасюк Є. Г.
2009 р. факультет перепідготовки спеціалістів реорганізовано в центр післядипломної освіти (ЦПО). Обов'язки завідувача центру було покладено на кандидата економічних наук, доцента Вакалюка В'ячеслава Анатолійовича. З березня 2012 р. завідувачем центру призначено кандидата економічних наук, доцента Остапчук Тетяну Петрівну.

## Відділи
- Відділ міжнародних зв'язків [Архівовано 24 лютого 2016 у Wayback Machine.]
- Аспірантура та докторантура [Архівовано 12 лютого 2016 у Wayback Machine.]
- Навчально-методичний відділ [Архівовано 24 лютого 2016 у Wayback Machine.]
- Навчальний відділ
- Відділ комп'ютерних мереж [Архівовано 24 лютого 2016 у Wayback Machine.]
- Відділ кадрів [Архівовано 23 лютого 2016 у Wayback Machine.]
- Бухгалтерія [Архівовано 24 лютого 2016 у Wayback Machine.]
- Планово-фінансовий відділ [Архівовано 24 лютого 2016 у Wayback Machine.]
- Бібліотека [Архівовано 29 травня 2022 у Wayback Machine.]

## Спеціалізовані вчені ради
Спеціалізована вчена рада Д 14.052.01 [Архівовано 4 червня 2016 у Wayback Machine.]
На підставі постанови президії ВАК України № 46-06/5 від 1 липня 2010 р. в Житомирському державному технологічному університеті створено спеціалізовану вчену раду Д 14.052.01 з правом прийняття до розгляду та проведення захистів дисертацій на здобуття наукового ступеня доктора (кандидата) економічних наук за спеціальністю 08.00.09 — бухгалтерський облік, аналіз та аудит (за видами економічної діяльності).
Голова спеціалізованої вченої ради — доктор економічних наук, професор Петрук Олександр Михайлович, декан факультету обліку і фінансів, завідувач кафедри фінансів та кредиту, спеціальність 08.00.09
Заступник голови спеціалізованої вченої ради — доктор економічних наук, професор, Олійник Оксана Вікторівна, перший проректор, професор кафедри аналізу і статистики, спеціальність 08.00.09.
Учений секретар спеціалізованої вченої ради — доктор економічних наук, доцент Лаговська Олена Адамівна, професор кафедри бухгалтерського обліку, спеціальність 08.00.09.
Спеціалізована вчена рада К 14.052.02 [Архівовано 4 червня 2016 у Wayback Machine.]
Голова спеціалізованої вченої ради — доктор технічних наук, професор Мельничук Петро Петрович, почесний ректор ЖДТУ, заслужений діяч науки і техніки України, професор кафедри технологій машинобудування, спеціальність 05.03.01.
Заступник голови спеціалізованої вченої ради — доктор технічних наук, професор, Рудзінський Володимир Васильович, завідувач кафедри автомобілів і автомобільного господарства, спеціальність 05.22.20.
Учений секретар спеціалізованої вченої ради — кандидат технічних наук, доцент Громовий Олексій Андрійович, декан факультету інженерної механіки, спеціальність 05.03.01.

## Наукові видання
- Journal of Edge Computing
- Технічна інженерія

Проблематика — Автомобільний транспорт; Галузеве машинобудування; Прикладна механіка; Автоматизація та комп’ютерно-інтегровані технології; Інженерія програмного забезпечення; Метрологія та інформаційно-вимірювальна техніка; Телекомунікації та радіотехніка; Гірництво.
- Економіка, управління та адміністрування

Проблематика — Економіка; Облік і оподаткування; Фінанси, банківська справа та страхування; Менеджмент; Підприємництво, торгівля та біржова діяльність; Публічне управління та адміністрування; Міжнародні економічні відносини.
- Проблеми теорії та методології бухгалтерського обліку, контролю і аналізу: міжнародний збірник наукових праць

Проблематика- Облік і оподаткування;  Менеджмент; Підприємництво, торгівля та біржова діяльність.
- Public Policy and Accounting

Проблематика- Облік і оподаткування; Публічне управління та адміністрування.

## Електронний архів
eZTUIR (електроннbq архів Державного університету «Житомирська політехніка») — ресурс відкритого доступу, розміщений на сервері університету в мережі Інтернет і доступний з будь-якого місця і у будь-який час.
Архів накопичує, зберігає, розповсюджує та забезпечує довготривалий, постійний та надійний доступ до результатів наукових досліджень професорсько-викладацького складу, науковців, аспірантів та студентів Державного університету «Житомирська політехніка».

### Стартап-клуб
В жовтні 2017 року на базі Житомирської політехніки розпочав свою роботу стартап-клуб. На базі університету відкрито студентську лабораторію мехатроніки під назвою «MechLab». 

## Визнання
- 2025 — один із 61 українських ЗВО у списку найкращих університетів світу за версією SCImago Institutions Rankings (Іспанія)[14]